# San Juan County, New Mexico
San Juan County är ett administrativt område i delstaten New Mexico, USA, med 130 044 invånare. Den administrativa huvudorten (county seat) är Aztec. 
Aztec Ruins nationalmonument ligger i countyt. 

## Geografi
Enligt United States Census Bureau så har countyt en total area på 14 343 km². 14 281 km² av den arean är land och 62 km²  är vatten. 

### Angränsande countyn
- Rio Arriba County, New Mexico - öst
- Sandoval County, New Mexico - sydöst
- McKinley County, New Mexico - syd
- Apache County, Arizona - väst
- San Juan County, Utah - nordväst
- Montezuma County, Colorado - nord
- La Plata County, Colorado - nord
- Archuleta County, Colorado - nordöst

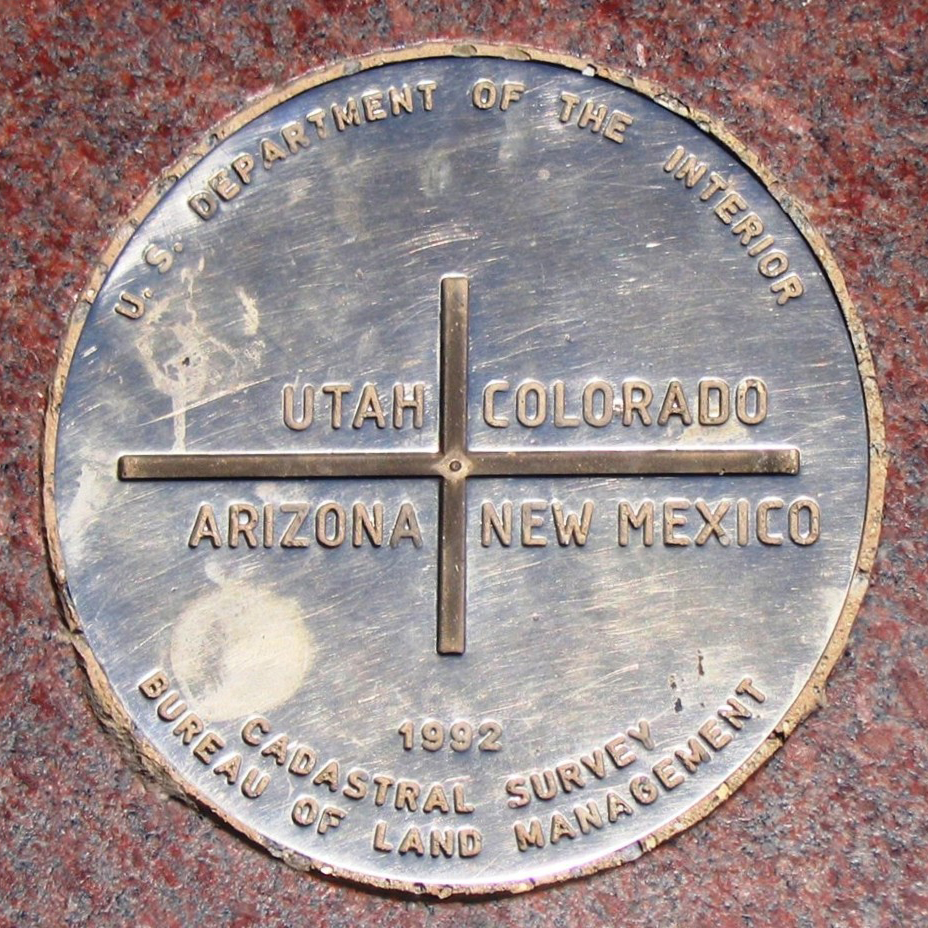
Gränsmarkeringen vid Four Corners Monument, den enda plats i USA där fyra delstater möts, ligger vid San Juan County